# Décès en septembre 2021
Décès
- 2017
- 2018
- 2019
- 2020
- 2021
- 2022
- 2023
- 2024
- 2025

Pour une information complémentaire, voir la page d'aide.

| Date          | Nom                             | Activités | Âge   | Source           |
| ------------- | ------------------------------- | --- | ----- | ---------------- |
| 1er septembre | Assyr Abdulle                   | Mathématicien suisse. | 50    |                  |
| 1er septembre | Adalberto Álvarez               | Musicien cubain. | 72    | (es)             |
| 1er septembre | Jean-Denis Bredin               | Avocat, écrivain et académicien français.                                                                                               | 92    |                  |
| 1er septembre | Anna Cataldi                    | Journaliste et écrivaine italienne. | 81    | (it)             |
| 1er septembre | Paul Chillan                    | Footballeur martiniquais. | 85    |                  |
| 1er septembre | Daffney                         | Catcheuse américaine. | 46    | (en)             |
| 1er septembre | Omar Guendouz                   | Comédien Algérien. | 71    |                  |
| 1er septembre | Catherine MacPhail              | Romancière écossaise. | 75    | (en)             |
| 1er septembre | George Martin                   | Acteur espagnol. | 83    | (es)             |
| 1er septembre | Juan Rodríguez Vega             | Footballeur chilien. | 77    | (es)             |
| 1er septembre | Leopoldo Serrantes              | Boxeur philippin, médaillé de bronze aux Jeux olympiques d'été de 1988.                                                                 | 59    | (en)             |
| 1er septembre | Henriette Valium                | Artiste pluri-disciplinaire canadien.                                                                                                   | 62    |                  |
| 2 septembre   | Michel Corboz                   | Chef d'orchestre suisse. | 87    |                  |
| 2 septembre   | Daniele Del Giudice             | Écrivain italien. | 72    | (en)             |
| 2 septembre   | Alèmayèhu Eshèté                | Chanteur éthiopien. | 80    | (en)             |
| 2 septembre   | Vladimír Hubáček                | Pilote de rallye automobile tchécoslovaque puis tchèque.                                                                                | 89    | (cs)             |
| 2 septembre   | Aydin Ibrahimov                 | Lutteur soviétique puis azéri, médaillé de bronze aux Jeux olympiques d'été de 1964.                                                    | 82    | (en)             |
| 2 septembre   | Ataullah Mengal                 | Homme politique pakistanais. | 92    | (en)             |
| 2 septembre   | Míkis Theodorákis               | Compositeur et homme politique grec. | 96    | (de)             |
| 3 septembre   | David Borwein                   | Mathématicien canadien. | 97    | (en)             |
| 3 septembre   | Barbara Inkpen                  | Athlète britannique. | 71    | (en)             |
| 3 septembre   | Shin'ichirō Sawai               | Réalisateur et scénariste japonais. | 83    | (ja)             |
| 4 septembre   | Billy Cafaro                    | Chanteur argentin. | 84    | (es)             |
| 4 septembre   | Michel Carrade                  | Peintre français. | 98    |                  |
| 4 septembre   | Albert Giger                    | Fondeur suisse, médaillé de bronze aux Jeux olympiques d'hiver de 1972.                                                                 | 74    |                  |
| 4 septembre   | Léonard Groguhet                | Acteur et humoriste ivoirien. | 82    |                  |
| 4 septembre   | Cécile Magnet                   | Actrice française. | 62    |                  |
| 4 septembre   | Jörg Schlaich                   | Ingénieur allemand. | 86    | (de)             |
| 4 septembre   | Willard Scott                   | Acteur américain. | 87    | (en)             |
| 4 septembre   | Lydia Wevers                    | Écrivaine néo-zélandaise. | 71    | (en)             |
| 5 septembre   | Ion Caramitru                   | Acteur, metteur en scène et homme politique roumain.                                                                                    | 79    | (ro)             |
| 5 septembre   | Mohammad Fahim Dashty           | Journaliste, homme politique et militaire afghan.                                                                                       | 48    | (en)             |
| 5 septembre   | Pauline Deltour                 | Architecte et designer française. | 38    |                  |
| 5 septembre   | Christian Dutoit                | Journaliste français. | 80    |                  |
| 5 septembre   | Marcel Garrouste                | Homme politique français. | 100   |                  |
| 5 septembre   | Sarah Harding                   | Chanteuse britannique, membre des Girls Aloud.                                                                                          | 39    | (en)             |
| 5 septembre   | Matej Marin                     | Cycliste sur route slovène. | 41    | (sl)             |
| 5 septembre   | Alain Ménargues                 | Journaliste français. | 74    |                  |
| 5 septembre   | Ivan Patzaichin                 | Céiste roumain, multiple médaillé olympique (1968, 1972, 1980, 1984).                                                                   | 71    | (ro)             |
| 5 septembre   | Živko Radišić                   | Homme politique serbe de Bosnie | 84    | (bs)             |
| 5 septembre   | Tony Selby                      | Acteur britannique. | 83    | (en)             |
| 6 septembre   | Jean-Pierre Adams               | Footballeur français. | 73    |                  |
| 6 septembre   | Claude Azéma                    | Évêque français, évêque auxiliaire émérite de Montpellier.                                                                              | 78    |                  |
| 6 septembre   | Jean-Paul Belmondo              | Acteur français. | 88    |                  |
| 6 septembre   | Nino Castelnuovo                | Acteur italien. | 84    | (it)             |
| 6 septembre   | Thierry Choffat                 | Politologue français. | 53    |                  |
| 6 septembre   | Enrique González Pedrero        | Homme politique, diplomate et écrivain mexicain.                                                                                        | 91    | (es)             |
| 6 septembre   | Pedrés                          | Matador espagnol. | 89    | (es)             |
| 6 septembre   | Hadj Smaine                     | Acteur et metteur en scène algérien. | 88    |                  |
| 6 septembre   | Adlai Stevenson III             | Homme politique américain. | 90    | (en)             |
| 6 septembre   | Michael K. Williams             | Acteur américain. | 54    |                  |
| 7 septembre   | Noubir Amaoui                   | Syndicaliste marocain. | 85    |                  |
| 7 septembre   | Irokawa Daikichi                | Historien japonais. | 96    | (ja)             |
| 7 septembre   | François Favreau                | Évêque français, évêque émérite de Nanterre.                                                                                            | 91    |                  |
| 7 septembre   | Eiichi Yamamoto                 | Réalisateur et scénariste japonais. | 80    | (en)             |
| 8 septembre   | Antony Acland                   | Diplomate britannique. | 91    | (en)             |
| 8 septembre   | Gérard Farison                  | Footballeur français. | 77    |                  |
| 8 septembre   | Franco Graziosi                 | Acteur italien. | 92    | (it)             |
| 8 septembre   | Annie Lesur                     | Femme politique et médecin française | 95    |                  |
| 8 septembre   | Dietmar Lorenz                  | Judoka est-allemand puis allemand, champion olympique et médaillé de bronze aux Jeux olympiques d'été de 1980.                          | 70    | (de)             |
| 8 septembre   | Alexandre Melnik                | Réalisateur et scénariste russe. | 63    |                  |
| 8 septembre   | Art Metrano                     | Acteur américain. | 84    | (en)             |
| 8 septembre   | Claude Montmarquette            | Économiste canadien. | 78    |                  |
| 8 septembre   | Amobé Mévégué                   | Animateur, journaliste et producteur camerounais.                                                                                       | 52    |                  |
| 8 septembre   | Olmo                            | Auteur de bande dessinée espagnol. | 99    | (es)             |
| 8 septembre   | Matthew Strachan                | Compositeur britannique. | 50    | (en)             |
| 8 septembre   | Evgueni Zinitchev               | Homme d'État, officier supérieur, ministre des situations d'urgence russe.                                                              | 55    |                  |
| 9 septembre   | Borhane Alaouié                 | Réalisateur libanais. | 80    | (ar)             |
| 9 septembre   | Urbain Braems                   | Joueur puis entraîneur belge de football.                                                                                               | 87    |                  |
| 9 septembre   | Timothy Colman                  | Homme d'affaires britannique. | 91    | (en)             |
| 9 septembre   | Wiesław Gołas                   | Acteur polonais. | 90    | (pl)             |
| 9 septembre   | Amanda Holden                   | Pianiste, librettiste, traductrice, éditrice et professeure britannique.                                                                | 73    | (en)             |
| 9 septembre   | Jean-Paul Jeannotte             | Chanteur et syndicaliste canadien. | 95    |                  |
| 9 septembre   | Gene Littles                    | Joueur puis entraîneur américain de basket-ball.                                                                                        | 78    |                  |
| 9 septembre   | Lucette Michaux-Chevry          | Femme politique française. | 92    |                  |
| 9 septembre   | Tarcísio Padilha                | Philosophe, écrivain et professeur d'université brésilien.                                                                              | 93    | (pt)             |
| 9 septembre   | Danilo Popivoda                 | Footballeur yougoslave puis monténégrin.                                                                                                | 74    |                  |
| 9 septembre   | Albert Kakou Tiapani            | Homme politique ivoirien. | 86    |                  |
| 10 septembre  | Felix Alen                      | Chef cuisinier belge. | 71    |                  |
| 10 septembre  | Michael Chapman                 | Auteur-compositeur-interprète britannique.                                                                                              | 80    | (en)             |
| 10 septembre  | Jack Egers                      | Joueur de hockey sur glace canadien. | 72    | (en)             |
| 10 septembre  | Charles Konan Banny             | Économiste et homme d'État ivoirien. | 78    |                  |
| 10 septembre  | Concepción Ramírez              | Militante pacifiste autochtone guatémaltèque.                                                                                           | 79    | (en)             |
| 10 septembre  | Jorge Sampaio                   | Homme d'État portugais, président de la République (1996-2006).                                                                         | 81    |                  |
| 10 septembre  | Jón Sigurðsson                  | Homme politique islandais. | 75    |                  |
| 10 septembre  | Gordon Spice                    | Pilote de course automobile britannique.                                                                                                | 81    | (is)             |
| 10 septembre  | Yacef Saâdi                     | Écrivain, cinéaste et homme politique algérien.                                                                                         | 93    |                  |
| 11 septembre  | Minna Aaltonen                  | Actrice finlandaise. | 54    | (fi)             |
| 11 septembre  | Carlo Alighiero                 | Acteur, doubleur, metteur en scène et dramaturge italien.                                                                               | 94    | (it)             |
| 11 septembre  | Abimael Guzmán                  | Terroriste péruvien. | 86    | (en)             |
| 11 septembre  | Giulia Daneo Lorimer            | Musicienne et chanteuse italienne. | 89    | (it)             |
| 11 septembre  | María Mendiola                  | Chanteuse et danseuse espagnole, membre du groupe Baccara.                                                                              | 69    |                  |
| 11 septembre  | Arthur Richier                  | Personnalité politique française. | 99    |                  |
| 11 septembre  | Simon Schnoll                   | Biophysicien et historien des sciences russe.                                                                                           | 91    | (ru)             |
| 11 septembre  | Roger Sénié                     | Maire et Conseiller général de l'Ariège français.                                                                                       | 101   |                  |
| 11 septembre  | Mick Tingelhoff                 | Joueur américain de football américain.                                                                                                 | 81    | (en)             |
| 11 septembre  | Gloria Warren                   | Actrice américaine, chanteuse soprano et philanthrope.                                                                                  | 95    | (en)             |
| 12 septembre  | Carlo Chendi                    | Scénariste italien. | 88    | (en)             |
| 12 septembre  | Andreas Herczog                 | Architecte et homme politique suisse.                                                                                                   | 74    | (de)             |
| 12 septembre  | Claude Karnoouh                 | Anthropologue, philosophe, essayiste et réalisateur de films documentaires français.                                                    | 81    | (ro)             |
| 12 septembre  | Michel Maïque                   | Joueur international de rugby à XIII et maire français.                                                                                 | 73    |                  |
| 12 septembre  | Nicolás Naranjo                 | Cycliste sur route argentin. | 31    | (es)             |
| 12 septembre  | Dominique Paoli                 | Journaliste et essayiste française. | 79    |                  |
| 12 septembre  | John Shelby Spong               | Évêque anglican américain. | 90    |                  |
| 12 septembre  | Fabio Taborre                   | Cycliste sur route italien. | 36    | (it)             |
| 12 septembre  | Gunnar Utterberg                | Kayakiste suédois, champion olympique aux Jeux olympiques d'été de 1964.                                                                | 78    | (sv)             |
| 13 septembre  | Michel Garneau                  | Poète et dramaturge canadien. | 82    |                  |
| 13 septembre  | Olivier Giscard d'Estaing       | Homme d'affaires et homme politique français.                                                                                           | 93    |                  |
| 13 septembre  | Antony Hewish                   | Astronome britannique. | 97    | (en)             |
| 13 septembre  | Borisav Jović                   | Homme politique yougoslave puis serbe.                                                                                                  | 92    | (bs)             |
| 13 septembre  | Andrei Makeyev                  | Basketteur soviétique puis russe, médaillé de bronze aux Jeux olympiques d'été de 1976.                                                 | 69    | (ru)             |
| 13 septembre  | Carlos Pérez Siquier            | Photographe espagnol. | 90    | (es)             |
| 13 septembre  | Fred Stanfield                  | Joueur de hockey sur glace canadien. | 77    | (en)             |
| 13 septembre  | George Wein                     | Pianiste, compositeur et producteur de musique américain.                                                                               | 95    | (en)             |
| 14 septembre  | David Yonggi Cho                | Pasteur sud-coréen. | 85    |                  |
| 14 septembre  | Franck Hammoutène               | Architecte français. | 67    |                  |
| 14 septembre  | Hubert de Lapparent             | Acteur français. | 102   |                  |
| 14 septembre  | Antonio Martínez Sarrión        | Poète, essayiste et traducteur espagnol.                                                                                                | 82    | (es)             |
| 14 septembre  | Norm Macdonald                  | Acteur et humoriste canadien. | 61    | (en)             |
| 14 septembre  | Ida Nudel                       | Activiste soviétique puis israélienne.                                                                                                  | 90    | (en)             |
| 14 septembre  | Youri Sedykh                    | Lanceur de marteau soviétique puis ukrainien, champion olympique (1976 et 1980) puis médaillé d'argent (1988).                          | 66    | (es)             |
| 15 septembre  | Philippe Adrien                 | Auteur, scénariste et metteur en scène français.                                                                                        | 81    |                  |
| 15 septembre  | Norman Bailey                   | Baryton britannique. | 88    | (en)             |
| 15 septembre  | Justín Javorek                  | Footballeur tchécoslovaque puis slovaque.                                                                                               | 85    |                  |
| 15 septembre  | Žana Lelas                      | Joueuse de basket-ball yougoslave, médaillée d'argent aux Jeux olympiques d'été de 1988.                                                | 51    | (cr)             |
| 15 septembre  | Marthe Mercadier                | Actrice française. | 92    |                  |
| 15 septembre  | Nemo                            | Peintre pochoiriste français. | 73-74 |                  |
| 15 septembre  | Gavan O'Herlihy                 | Acteur irlandais. | 70    | (en)             |
| 16 septembre  | Lou Angotti                     | Hockeyeur sur glace puis entraîneur canadien.                                                                                           | 83    | (en)             |
| 16 septembre  | Vilborg Dagbjartsdóttir         | Femme politique islandais. | 91    | (is)             |
| 16 septembre  | Dušan Ivković                   | Entraîneur de basket-ball yougoslave puis serbe, médaillé d'argent aux Jeux olympiques d'été de 1988 et 1996.                           | 77    |                  |
| 16 septembre  | Hlengiwe Mkhize                 | Femme politique sud-africaine. | 69    | (en)             |
| 16 septembre  | George Mraz                     | Contrebassiste de jazz et saxophoniste tchécoslovaque, tchèque puis américain.                                                          | 77    | (en)             |
| 16 septembre  | Casimir Oyé Mba                 | Homme politique gabonais. | 79    |                  |
| 16 septembre  | Margarita Ponomaryova           | Athlète de haies soviétique puis russe.                                                                                                 | 58    | [réf. souhaitée] |
| 16 septembre  | Jane Powell                     | Chanteuse et actrice américaine. | 92    | (en)             |
| 16 septembre  | Steve Riley                     | Joueur américain de football américain.                                                                                                 | 68    | (en)             |
| 16 septembre  | Clive Sinclair                  | Entrepreneur et inventeur britannique.                                                                                                  | 81    | (en)             |
| 17 septembre  | Abdelaziz Bouteflika            | Homme d'État algérien. | 84    |                  |
| 17 septembre  | Dottie Dodgion                  | Batteuse de jazz américaine. | 91    | (en)             |
| 17 septembre  | Basil Hoffman                   | Acteur américain. | 83    | (en)             |
| 17 septembre  | Thanu Padmanabhan               | Astrophysicien indien. | 64    | (en)             |
| 17 septembre  | Alfonso Sastre                  | Écrivain, dramaturge, essayiste et scénariste espagnol.                                                                                 | 95    | (es)             |
| 17 septembre  | Wataru Takeshita                | Homme politique japonais. | 74    | (ja)             |
| 18 septembre  | Julos Beaucarne                 | Poète, chanteur et écrivain belge. | 85    |                  |
| 18 septembre  | Mario Camus                     | Scénariste et réalisateur espagnol. | 86    |                  |
| 18 septembre  | Anna Chromý                     | Peintre et sculptrice tchèque. | 81    | (cs)             |
| 18 septembre  | Abdel Mottaleb al-Kazimi        | Homme politique koweïtien. | 84    | (ar)             |
| 18 septembre  | Gudmund Restad                  | Homme politique norvégien. | 83    | (no)             |
| 18 septembre  | Chris Anker Sørensen            | Coureur cycliste danois. | 37    |                  |
| 19 septembre  | Françoise Bernard               | Autrice gastronomique et présentatrice de télévision française.                                                                         | 100   |                  |
| 19 septembre  | Sylvano Bussotti                | Compositeur, interprète, peintre, écrivain, metteur en scène, créateur de costumes et acteur italien.                                   | 89    | (it)             |
| 19 septembre  | John Challis                    | Acteur britannique. | 79    | (en)             |
| 19 septembre  | Jimmy Greaves                   | Footballeur anglais. | 81    | (en)             |
| 19 septembre  | René Malleville                 | Chroniqueur, homme politique et supporter français.                                                                                     | 73    |                  |
| 19 septembre  | Joan Martínez Vilaseca          | Footballeur puis entraîneur espagnol.                                                                                                   | 78    | (es)             |
| 19 septembre  | Ole Nordhaug                    | Évêque luthérien norvégien. | 96    | (no)             |
| 20 septembre  | Sherwood Boehlert               | Homme politique américain. | 84    | (en)             |
| 20 septembre  | Jacques De Caluwé               | Footballeur belge. | 87    |                  |
| 20 septembre  | Guy Friedrich                   | Footballeur français. | 93    |                  |
| 20 septembre  | Anna Gaylor                     | Actrice française. | 89    |                  |
| 20 septembre  | Roland Jaccard                  | Écrivain, journaliste et critique littéraire suisse.                                                                                    | 79    |                  |
| 20 septembre  | Jan Jindra                      | Rameur d'aviron tchécoslovaque puis tchèque, champion olympique aux Jeux olympiques d'été de 1952 et médaillé de bronze à ceux de 1960. | 89    | (cs)             |
| 20 septembre  | Aloys Jousten                   | Évêque belge. | 83    |                  |
| 20 septembre  | Claude Lombard                  | Chanteuse belge. | 76    |                  |
| 20 septembre  | Helmut Oberlander               | Traducteur ukrainien. | 97    |                  |
| 21 septembre  | Silas Atopare                   | Homme politique papou-néo-guinéen. | 69-70 | (en)             |
| 21 septembre  | Jean-Baptiste Etcharren         | Prêtre catholique missionnaire français.                                                                                                | 89    | (vi)             |
| 21 septembre  | Romano Fogli                    | Footballeur italien. | 83    | (it)             |
| 21 septembre  | Willie Garson                   | Acteur américain. | 57    |                  |
| 21 septembre  | Al Harrington                   | Acteur américain. | 85    |                  |
| 21 septembre  | Richard H. Kirk                 | Compositeur britannique de musique électronique.                                                                                        | 65    | (en)             |
| 21 septembre  | La Prieta Linda                 | Chanteuse et actrice mexicaine. | 88    | (es)             |
| 21 septembre  | Mohamed Hussein Tantawi         | Militaire et homme d'État égyptien. | 85    |                  |
| 21 septembre  | Melvin Van Peebles              | Réalisateur, acteur et scénariste américain.                                                                                            | 89    |                  |
| 22 septembre  | Abdelkader Bensalah             | Homme d'État algérien. | 79    | (en)             |
| 22 septembre  | Jean-Patrice Brosse             | Claveciniste et organiste français. | 71    |                  |
| 22 septembre  | Odile Caradec                   | Poétesse française. | 96    |                  |
| 22 septembre  | Marcel Dorigny                  | Historien français. | 73    |                  |
| 22 septembre  | Colin Jones                     | Danseur de ballet, photographe et photojournaliste anglais                                                                              | 85    | (en)             |
| 22 septembre  | Orlando Martínez                | Boxeur cubain, champion aux Jeux olympiques d'été de 1972.                                                                              | 77    | (es)             |
| 22 septembre  | Roger Michell                   | Réalisateur et producteur de cinéma sud-africain.                                                                                       | 65    | (en)             |
| 22 septembre  | Jay Sandrich                    | Réalisateur et producteur de cinéma américain.                                                                                          | 89    | (en)             |
| 22 septembre  | Bernard Sesboüé                 | Prêtre catholique et théologien français.                                                                                               | 92    |                  |
| 22 septembre  | Jüri Tamm                       | Athlète soviétique, double médaillé de bronze olympique (1980, 1988).                                                                   | 64    | (ee)             |
| 22 septembre  | André Vauchez                   | Homme politique français. | 82    |                  |
| 23 septembre  | Kjell Askildsen                 | Écrivain norvégien. | 91    | (no)             |
| 23 septembre  | Rachid Dali                     | Footballeur algérien. | 73    |                  |
| 23 septembre  | Axel Gehrke                     | Homme politique allemand. | 79    |                  |
| 23 septembre  | Daniel Mio                      | Enseignant et homme politique français.                                                                                                 | 80    |                  |
| 23 septembre  | Roberto Roena                   | Percussionniste portoricain. | 81    | (es)             |
| 23 septembre  | Jorge Urosa                     | Cardinal vénézuélien. | 79    | (es)             |
| 23 septembre  | Nino Vaccarella                 | Pilote de courses automobile italien.                                                                                                   | 88    | (it)             |
| 24 septembre  | Maxime Blasco                   | Caporal-chef français. | 34    |                  |
| 24 septembre  | André Béguin                    | Graveur, éditeur, imprimeur, dessinateur, romancier et historien des techniques de l'estampe français.                                  | 94    |                  |
| 24 septembre  | Pee Wee Ellis                   | Saxophoniste, compositeur et arrangeur américain.                                                                                       | 80    | (en)             |
| 24 septembre  | Eugeniusz Faber                 | Footballeur international polonais. | 82    |                  |
| 24 septembre  | Renée Moreau                    | Résistante française. | 102   |                  |
| 24 septembre  | Waka Nathan                     | Joueur de rugby à XV néo-zélandais. | 81    | (en)             |
| 24 septembre  | Paul Quilès                     | Homme politique français. | 79    |                  |
| 24 septembre  | Grey Ruthven                    | Homme politique écossais. | 81    | (en)             |
| 24 septembre  | Takao Saitō                     | Mangaka japonais. | 84    |                  |
| 25 septembre  | Théoneste Bagosora              | Militaire et homme politique rwandais.                                                                                                  | 80    | (rw)             |
| 25 septembre  | Hassan Hasanzadeh Amoli         | Philosophe et islamologue iranien. | 93    | (en)             |
| 25 septembre  | Patricio Manns                  | Chanteur, musicien, romancier et poète chilien.                                                                                         | 84    | (es)             |
| 25 septembre  | Bertrand Mbatchi                | Universitaire et conseiller politique gabonais.                                                                                         |       |                  |
| 25 septembre  | Pierre Montastruc               | Homme politique français. | 89    |                  |
| 25 septembre  | Mohammad Mehdi Yaghoubi         | Lutteur iranien, médaillé d'argent aux Jeux olympiques d'été de 1956.                                                                   | 91    | (fa)             |
| 26 septembre  | José Freire Falcão              | Cardinal brésilien. | 95    | (pt)             |
| 26 septembre  | Sergueï Gerasimets              | Footballeur puis entraîneur soviétique puis biélorusse.                                                                                 | 55    | (ru)             |
| 26 septembre  | Edward Keating                  | Photographe de rue et photojournaliste américain.                                                                                       | 65    | (en)             |
| 26 septembre  | Alan Lancaster                  | Musicien et compositeur britannique. | 72    | (en)             |
| 26 septembre  | Jean-Pierre Pénicaut            | Homme politique français. | 84    |                  |
| 27 septembre  | Monique Baudot                  | Princesse vietnamienne d'origine française.                                                                                             | 75    |                  |
| 27 septembre  | François Florent                | Acteur français. | 84    |                  |
| 27 septembre  | Roger Hunt                      | Footballeur anglais. | 83    | (en)             |
| 27 septembre  | Ibrahim Mbombo Njoya            | Homme politique camerounais. | 83    |                  |
| 27 septembre  | Boban Petrović                  | Basketteur yougoslave puis serbe. | 64    | (es)             |
| 28 septembre  | Christian Chenu                 | Footballeur français. | 70    |                  |
| 28 septembre  | Robert Gibanel                  | Cycliste sur route français. | 89    |                  |
| 28 septembre  | Paul Girod                      | Homme politique français. | 90    |                  |
| 28 septembre  | Eberhard Jüngel                 | Théologien luthérien allemand. | 86    | (de)             |
| 28 septembre  | Tommy Kirk                      | Acteur et homme d'affaires américain.                                                                                                   | 79    | (en)             |
| 28 septembre  | Malika du Maroc                 | Princesse marocaine. | 88    | (ar)             |
| 28 septembre  | Phi Nhung                       | Chanteuse et actrice américano-vietnamienne.                                                                                            | 51    | (en)             |
| 28 septembre  | Barry Ryan                      | Chanteur et photographe britannique. | 72    | (en)             |
| 28 septembre  | Dr. Lonnie Smith                | Chanteur et musicien de jazz américain.                                                                                                 | 79    | (en)             |
| 28 septembre  | Ray Snell                       | Joueur de foot U.S. américain. | 63    | (en)             |
| 28 septembre  | Michael Tylo                    | Acteur américain. | 72    | (en)             |
| 28 septembre  | Jacques Vivier                  | Cycliste sur route français. | 90    |                  |
| 29 septembre  | Alexandre José Maria dos Santos | Cardinal mozambicain. | 97    | (pt)             |
| 29 septembre  | Hayko                           | Chanteur arménien. | 48    | (en)             |
| 29 septembre  | Ravil Isyanov                   | Acteur soviétique puis russe. | 59    | (ru)             |
| 29 septembre  | Bronius Vaidutis Kutavičius     | Compositeur soviétique puis lituanien.                                                                                                  | 89    | (lt)             |
| 29 septembre  | Olivier Libaux                  | Auteur-compositeur, producteur et guitariste français.                                                                                  | 57    |                  |
| 29 septembre  | Lee McNeill                     | Athlète américain spécialiste du 100 mètres.                                                                                            | 56    | (en)             |
| 29 septembre  | Glyn Moses                      | Joueur de rugby à XIII gallois. | 93    | (en)             |
| 29 septembre  | Christophe Moukouéké            | Homme politique congolais. | 82    |                  |
| 29 septembre  | Heiko Salzwedel                 | Cycliste sur piste puis entraîneur allemand.                                                                                            | 64    | (nl)             |
| 29 septembre  | Ivan Tasovac                    | Pianiste yougoslave puis serbe. | 55    | (sr)             |
| 29 septembre  | François Vérove                 | Violeur et tueur en série français. | 59    |                  |
| 30 septembre  | Jacques Bellanger               | Homme politique français. | 90    |                  |
| 30 septembre  | Andrée Boucher                  | Actrice canadienne. | 83    |                  |
| 30 septembre  | Francis Dannemark               | Écrivain belge. | 66    |                  |
| 30 septembre  | Rafael Kamil Dzhabrailov        | homme politique azerbaïdjanais. | 62    | (ru)             |
| 30 septembre  | Carlisle Floyd                  | Compositeur d'opéras américain. | 95    | (en)             |
| 30 septembre  | Jacques Lizène                  | Artiste belge. | 74    |                  |
| 30 septembre  | José Pérez Francés              | Cycliste sur route espagnol. | 84    | (es)             |
| 30 septembre  | Kōichi Sugiyama                 | Compositeur japonais. | 90    |                  |